# Zack Conroy
Zack Conroy (ur. 19 kwietnia 1985 w Portsmouth, New Hampshire) – amerykański aktor telewizyjny, znany głównie z roli Olivera Jonesa w operze mydlanej CBS Moda na sukces.

## Życiorys

### Wczesne lata
Urodził się w Portsmouth w stanie New Hampshire. Ukończył prywatny jezuicki uniwersytet katolicki Boston College ze stopniem licencjata w dziedzinie Finansów i Zarządzania. Później, w czerwcu 2015 roku również zdobył tytuł magistra na wydziale administracji biznesu na UCLA.

### Kariera
Od kwietnia do września 2009 w operze mydlanej CBS Guiding Light grał postać Jamesa Spauldinga, za którą w 2010 otrzymał nominację dla najlepszego młodszego aktora na 37. edycji gali wręczenia nagród Daytime Emmy.
W grudniu 2009 roku ogłoszono, że 20 stycznia 2010 dołączy do obsady opery mydlanej CBS Moda na sukces jako Oliver Jones. 5 kwietnia 2013 roku ogłoszono, że Conroy począwszy od 21 maja będzie ponownie występował jako Oliver Jones w siostrzanej operze mydlanej CBS Żar młodości.

## Filmografia
- 2008: As the World Turns jako Leo Morrisey
- 2008: Plotkara jako Ben Simmons
- 2009: Guiding Light jako James Spaulding
- 2010–2015: Moda na sukces jako Oliver Jones
- 2013: Żar młodości jako Oliver Jones